# خالد بن عبد الرحمن العيسى
خالد بن عبد الرحمن العيسى رئيس الديوان الملكي السعودي سابقًا. ولد في الرياض عام 1960. حاصل على ماجستير الإدارة العامة من كلية العلوم الإدارية بجامعة الملك سعود. ويشغل منصب وزير للدولة، وهو عضوٌ في مجلس الوزراء وعضوٌ في مجلس الشؤون السياسية والأمنية.
عمل بمرتبة وزير عندما أصبح نائبا لرئيس الديوان الملكي عام 1426، وفي عام 1432 نائباً لرئيس الديوان ونائباً للسكرتير الخاص لخادم الحرمين الشريفين بمرتبة وزير. صدر الأمر الملكي في 10/ 7/ 1436هـ بتعيينه وزير دولة عضواً في مجلس الوزراء وعضواً في مجلس الشؤون السياسية والأمنية.

## الولادة والنشأة
وُلد «العيسى» في 13/ 9/ 1379هـ الموافق 10/ 3/ 1960م في مدينة الرياض ونشأ فيها، وتلقى تعليمه في مدارسها، ونشأ على تعاليم الإسلام التي أخذها عن والديه والبيئة العلمية والاجتماعية التي ترعرع فيها.متزوج وله أبناء. عبد الله وأحمد

## المؤهلات العلمية
- ماجستير الإدارة العامة من كلية العلوم الإدارية بجامعة الملك سعود عام 1998م.
- وله رسالة ماجستير في إمكانية تطبيق أسلوب العمل عن بُعد في إيجاد فرص وظيفية للمرأة السعودية العاملة.
- ودبلوم الاختزال العربي من معهد الدراسات الدبلوماسية بوزارة الخارجية عام 1997م.
- يتقن اللغة الإنجليزية وحائز على دبلوم اللغة الإنجليزية بالولايات المتحدة الأمريكية عام 1982- 1983م
- بكالوريوس إدارة أعمال - كلية العلوم الإدارية - جامعة الملك سعود عام 1981- 1982م.

## الوظائف والخبرات
له خدمة طويلة في الديوان الملكي وديوان مجلس الوزراء وديوان ولي العهد وكانت كما يلي:
- عمل بين عامي 1984 - 1985م بقسم الترجمة واللغات بالديوان الملكي
- 1985 - 1986م بإدارة التحرير بالمكتب الخاص لخادم الحرمين الشريفين بالديوان الملكي
- 1986 - 1987م عمل بقسم المتابعة بالإدارة العامة للبرقيات بديوان رئاسة مجلس الوزراء
- 1987 - 1990م إدارة التحرير والمناوبات بالإدارة العامة للبرقيات بديوان رئاسة مجلس الوزراء
- 1990 - 1991م المكتب السري بالإدارة العامة للبرقيات بديوان رئاسة مجلس الوزراء
- 1991 - 1995م قسم السكرتارية ومشرف الفترات والمناسبات والمعلومات بالإدارة العامة للبرقيات بديوان رئاسة مجلس الوزراء
- 1995 - 1996م عمل بإدارة المحاضر واللجان منسقاً وسكرتيراً للعديد من اللجان بالديوان الملكي
- 1996 - 2000م نائباً لمدير عام إدارة أعمال اللجنة الوزارية العُليا بديوان رئاسة مجلس الوزراء، بالإضافة إلى إشرافه على أعمال الفترات والمناوبات بالإدارة العامة للبرقيات،
- 2000 - 2002م نائب السكرتير الخاص لولي العهد
- 2002 - 2005م مستشاراً بديوان ولي العهد، ونائباً للسكرتير الخاص لولي العهد
- عام 2005م صدر الأمر الكريم لخادم الحرمين الشريفين الملك عبد الله بن عبد العزيز آل سعود في 2/ 7/ 1426هـ بتعيينه نائباً للسكرتير الخاص لخادم الحرمين الشريفين بالمرتبة الممتازة بالديوان الملكي
- في 6/ 9/ 1426هـ صدر الأمر الملكي الكريم لخادم الحرمين الشريفين بتعيينه نائباً لرئيس الديوان الملكي بمرتبة وزير
- في 21/ 8/ 1432هـ صدر الأمر الملكي الكريم بتعيينه نائباً لرئيس الديوان ونائباً للسكرتير الخاص لخادم الحرمين الشريفين بمرتبة وزير، بعد ضم ديوان رئاسة مجلس الوزراء بالديوان الملكي.
- رأس «العيسى» فريقاً ضم ديوان رئاسة مجلس الوزراء بالديوان الملكي وإعداد الخارطة التنظيمية للديوان الملكي، ودليل الإجراءات ودليل المهام والاختصاصات والقواعد المنظمة لأعمال أجهزة الديوان وقطاعاتها والدراسات المتعلقة بتطوير الديوان الملكي.
- رأس العديد من اللجان المتعلقة بالديوان الملكي، وانضم إلى عضوية عدد من اللجان التي تدخل ضمن مهام واختصاص الديوان الملكي أو الأعمال المتعلقة أو المناطة به.
- دورة في الاتصالات الأمنية - وزارة الدفاع - 1985م،
- دورة في تطبيقات الحاسب الآلي - معهد الإدارة العامة - 1993م،
- عضو الجمعية السعودية للإدارة،
- إعداد الهياكل التنظيمية الإدارية وأساليب وسبل إجراءات العمل بالإدارة العامة للبرقيات بديوان رئاسة مجلس الوزراء، والديوان الملكي.
- عضو مجلس إدارة مدارس الملك فيصل 2014م - 2015م.

## تكريم
في عام 2013 أمر خادم الحرمين الشريفين الملك عبد الله بن عبد العزيز آل سعود بمنحه وشاح الملك عبد العزيز من الطبقة الأولى؛ تقديراً من خادم الحرمين الشريفين لجهوده وإسهاماته، ولما قدمه في خدمة وطنه.

## المشاركات الرسمية
- شارك في تمثيل الديوان الملكي في اللجان الأمنية الخاصة بالاتصالات الأمنية الآمنة.
- شارك في تمثيل الديوان الملكي في اللجان الأمنية المتعلقة بأزمة الخليج عام 1990 - 1991م.
- شارك ضمن وفد الديوان الملكي في الرحلات السامية الداخلية منذ عام 1987م وحتى عام 2000م، وضمن وفد ديوان ولي العهد من عام 2000م وحتى عام 2005م، وضمن الوفد الرسمي لخادم الحرمين الشريفين من عام 2005م حتى عام 2015م.
- شارك ضمن وفد الديوان الملكي في المعية السامية في جميع المؤتمرات السنوية لقمة دول مجلس التعاون لدول الخليج العربية منذ عام 1987م وحتى عام 2000م، وضمن وفد ديوان ولي العهد من عام 2000م وحتى عام 2004م، وضمن الوفد الرسمي لخادم الحرمين الشريفين من عام 2005م وحتى عام 2015م.
- شارك ضمن وفد الديوان الملكي في المعية السامية في مؤتمر القمة العربي الطارئ في القاهرة أغسطس عام 1994م.
- شارك ضمن وفد الديوان الملكي في المعية السامية في اجتماع القمة العربي الثلاثي في الإسكندرية عام 1994م.
- شارك ضمن وفد الديوان الملكي في المعية السامية في مؤتمرات القمم العربية منذ عام 1987م وحتى 2000م، وضمن وفد ديوان ولي العهد من عام 2000م وحتى عام 2004م.
- شارك ضمن وفد الديوان الملكي في المعية السامية في مؤتمر القمة الإسلامي الاستثنائي في إسلام أباد عام 1996م.
- شارك ضمن وفد الديوان الملكي في المعية السامية في مؤتمر القمة الإسلامي في طهران عام 1997م، وفي اجتماع القمة العربي الثلاثي في دمشق عام 1997م، وفي الزيارات الخارجية الرسمية كافة منذ عام 1987م وحتى 2000م، وفي الرحلة الميمونة لولي العهد حول العالم عام 1998م.
- شارك ضمن وفد ديوان ولي العهد في المعية السامية في الرحلات الخارجية الرسمية كافة منذ عام 2000م حتى عام 2005م للدول العربية، وفرنسا، وبريطانيا، والنمسا، والسويد، وألمانيا، وسويسرا، وإيطاليا، والبرازيل، والأرجنتين، والولايات المتحدة الأمريكية لعدة مرات.
- شارك ضمن الوفد الرسمي لخادم الحرمين الشريفين في أغلب الرحلات الخارجية الرسمية منذ عام 2005م وحتى عام 2015م.

| سبقه حمد بن عبد العزيز السويلم | رئيس الديوان الملكي 1436 هـ - 1440 هـ | تبعه فهد العيسى |